# Roques d'Eroles
Les Roques d'Eroles és una formació rocosa en forma de serrat que forma cinglera del terme municipal de Conca de Dalt, al Pallars Jussà. Antigament determinava els límits dels termes desapareguts de Claverol, a l'antic enclavament dels Masos de Baiarri i Hortoneda de la Conca, tots dos actualment units dins del terme de Conca de Dalt.
Es forma a la confluència dels barrancs d'Eroles i de la Font de l'Alou, a metres d'altitud, i va pujant cap al sud-est, fins a arribar a les roques immediates al Pas de Recallers, a 1.147,3.